# Pão sovado
Pão sovado é o nome pelo qual é às vezes chamado o pão provence no Brasil.
Ganhou esse nome devido ao fato de que sua massa tem de ser muito sovada, para que adquira sua textura tão característica. É um pão de origem francesa, mais especificamente da região da Provença, daí seu nome. Também é conhecido em alguns lugares do Brasil como pão tatu, ou tatuzinho, devido ao seu formato se assemelhar a este animal, e como pão massa fina no Meio-norte e no Amazonas.